# برگ‌بوی ورای
برگ‌بوی ورای (نام علمی: Lindera wrayi) نام یک گونه از سرده برگ‌بوهای چاشنی است.